# Николо-Златовратская церковь
Николо-Златовратская церковь — утраченный православный храм, располагавшийся в центре Владимира на Большой Московской улице. Разрушен коммунистами в 1930 году.

## История
Впервые храм упоминается в 1628 году в патриарших данных книгах. Он был деревянным, а в 1690 году на его месте была построена каменная Никольская церковь. Златовратской она стала называться по расположению вблизи Золотых ворот.
В 1710 году при Николо-Златовратской церкви был устроен каменный предел в честь Иоанна Воина. Рядом находилась колокольня высотой 47 метров.
В 1796 году церковь была «возобновлена», но не известно в чём состояло возобновление.
Храм имел три престола: главный во имя Святого Николая Чудотворца, в честь иконы Божьей Матери «всех скорбящих радости», и в честь мученика Иоанна Воина. В 1871 году в церкви был крещён Иван Павлович Алексинский, хирург, который спустя три десятилетия стал депутатом первой Государственной думы от Владимирской губернии.
После 1917 года храм был закрыт. Сохранился видеофайл, который зафиксировал сброс колокола с колокольни Николозлатовратского храма. В 1930 году церковь была уничтожена советскими властями.
Современный адрес места — улица Большая Московская, дом 9. В настоящее время на месте храма находится кинотеатр «Художественный».